# Fußball in Acapulco
Die erste Mannschaft aus der mexikanischen Hafenstadt Acapulco im bezahlten Fußball war der Club Deportivo Las Brisas, der 1967 zu den Gründungsmitgliedern der Tercera División gehörte.
1974 war die Stadt erstmals in der zweiten Liga vertreten, als gleichzeitig der Club Deportivo Acapulco und Inter de Acapulco der Segunda División beitraten. Für den Club Deportivo Acapulco endete das Zweitligaabenteuer bereits nach nur einer Saison (1974/75) mit dem Abstieg, der den Lokalrivalen eine Spielzeit später (1975/76) ebenfalls ereilte. Inter kehrte jedoch für die Saison 1977/78 noch einmal in die Segunda División zurück, musste sich aber aus finanziellen Gründen am Saisonende erneut zurückziehen.
1987 stiegen die Guerreros de Acapulco in die wenige Jahre zuvor neu ins Leben gerufene Segunda División 'B' ein, die zwischen 1982 und 1994 den Stellenwert einer dritten Liga einnahm. Dort spielten die Guerreros zunächst bis zur Saison 1989/90, in der sie in die zweite Liga aufstiegen, sowie nach dem unmittelbaren Abstieg erneut zwischen 1991/92 und 1993/94. Anschließend waren die Guerreros Gründungsmitglied der Primera División 'A', die 1994/95 in den Rang einer zweiten Liga erhoben wurde. Dort waren die Guerreros bis zur Saison 1996/97 vertreten.
Nachdem die Guerreros nach nur einer Saison (1990/91) wieder aus der Segunda División 'A' abgestiegen waren, erwarb der Stadtrivale Delfines de Acapulco die Zweitligalizenz vom ehemaligen Erstligisten CSD Jalisco und spielte 1991/92 zweitklassig. Auch ihn ereilte der sofortige Abstieg, doch verlängerte er sich seinen Aufenthalt in der zweiten Liga durch den Erwerb der Zweitligalizenz des Aufsteigers Deportivo Abasolo. Nachdem die Delfines auch am Ende der Saison 1992/93 das Nachsehen hatten und erneut in die dritte Liga absteigen mussten, veräußerten sie ihre Lizenz wieder an den CSD Jalisco, von dem sie sie zwei Jahre zuvor erworben hatten.
Zum bisher letzten Mal war die Stadt zwischen 2002 und 2004 in der zweiten Fußballliga vertreten, nachdem der ehemalige Traditionsverein Marte FC hier als Farmteam des CF Atlante unter der Bezeichnung Club Potros Pegaso de Acapulco seine letzte Station bezogen hatte, bevor er aufgelöst wurde.